# Jacques Chauveau
 (janvier 2021).
Jacques Chauveau, né le 27 août 1925 à Caen (France) et mort le 28 juin 2003 à Saint-Pétersbourg (Russie), est un homme d’affaires et passionné de marine français.

## Biographie
En 1944, à 18 ans, il s’engage dans la 2e division blindée du Général Leclerc, où il effectue la campagne d’Allemagne. De retour de Berchtesgaden, il poursuit ses études de droit en Angleterre et se lance dans la vie active dans le domaine de l’industrie et des techniques de pointe comme l’informatique puis la métallurgie des métaux spéciaux (notamment l’acier et les systèmes de roulement à billes). 
Son activité a peu de rapport avec la mer. Cependant, il consacre bientôt ses temps libres et ses revenus à sa passion : le monde maritime.

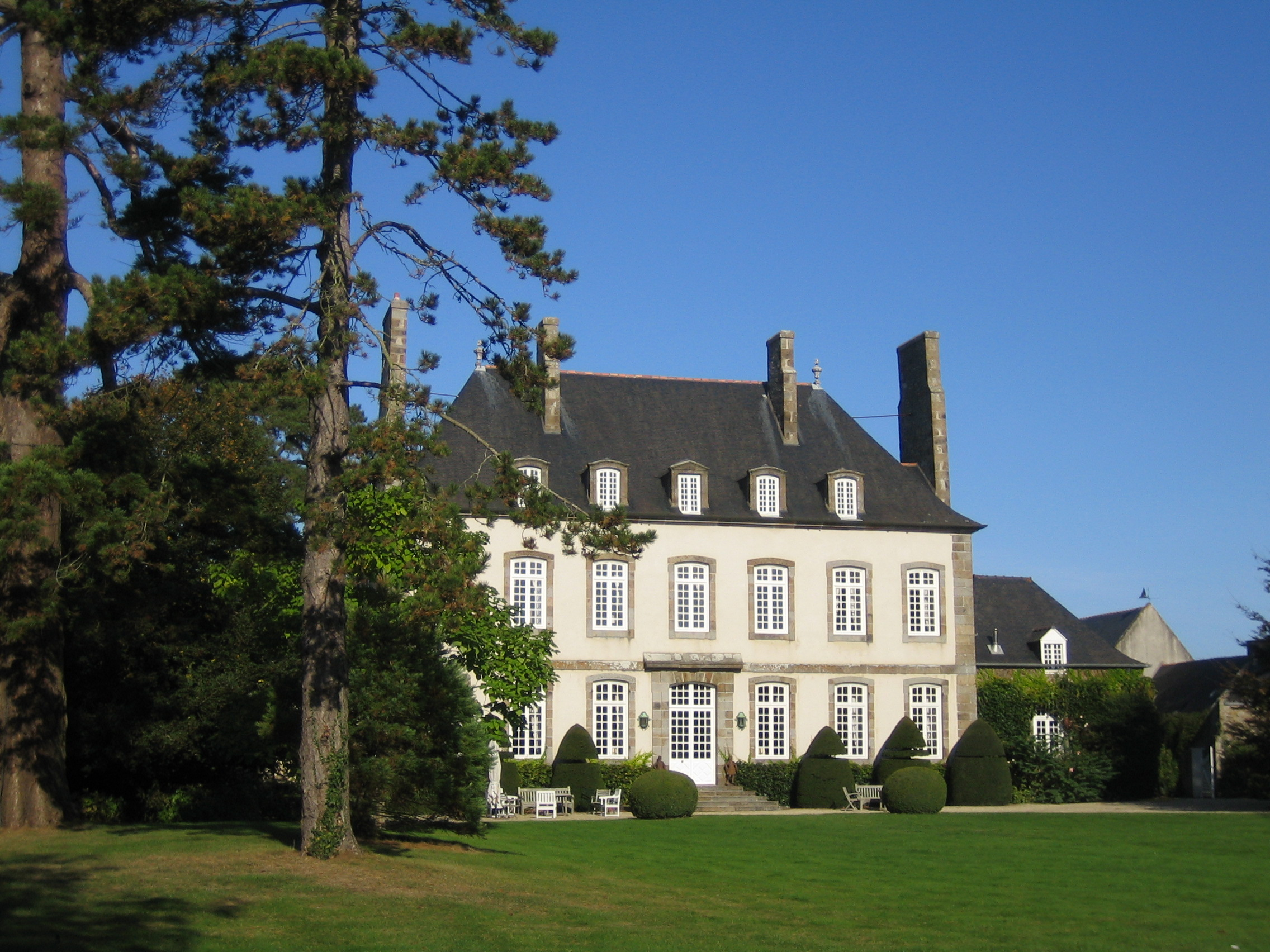
La Malouinière de la Ville Bague.

Cette passion se développe tout naturellement jusqu'à sa demeure : en 1975, Jacques Chauveau et Madeleine, sa femme, achètent la Malouinière de la Ville Bague, véritable « résidence secondaire » des armateurs du XVIIIe siècle
voulant échapper à l'univers congestionné de Saint-Malo tout en restant assez proches (deux heures à cheval) pour pouvoir s'occuper de leurs navires et de leurs cargaisons. Le couple entreprend en vingt ans un long travail de restauration de la Malouinière et du parc. Sans subventions, mais grâce à la loi Malraux, la Malouinière de la Ville Bague retrouve sa splendeur. Elle est aujourd'hui ouverte au public. Fleuron de l'architecture malouine, cette résidence est un véritable petit musée de marine, tout comme l'était son appartement de Paris ou encore son bureau.
Jacques Chauveau était également un excellent régatier[réf. nécessaire]. Parmi ses bateaux, on pouvait retrouver un magnifique 6M JI dénommé Vert-Galant qu’il était courant de croiser à Cowes, à La Nioulargue et dans de nombreux autres grands lieux de la voile.
Dans la lignée de Luc-Marie Bayle, son ami fondateur de l’association reconnue d’utilité publique AMERAMI, dont le but est la sauvegarde du patrimoine maritime français, il fut président de l’association de 1982 à 2000. Il recherchait inlassablement tous les vestiges de navires français méritant d’être conservés ainsi que des lieux pour les y accueillir. Déçu que la France se soit débarrassée de tous ses bâtiments de la Marine nationale, il a entrepris d’installer le sous-marin Argonaute (S636), fleuron de la Marine nationale dans les années 1950, à la Cité des sciences et de l'industrie de La Villette.
Toujours en voyage et ne souhaitant pas se mettre à la retraite, il avait également ardemment défendu avec son ami Gérard d'Aboville et la Fondation du patrimoine maritime et fluvial, le retour en France du Marité, dernier Terre-neuvier français. 
Membre de l'Académie de marine, il fut consacré sur le plan international avec son accession à la présidence du World Ship Trust.

## AMERAMI
AMERAMI, ou Association des amis du Musée de la mer pour l'Atlantique, est une association créée en 1975 par Luc-Marie Bayle, officier de marine et directeur à cette époque du Musée national de la Marine. Elle fut reconnue d'utilité publique par un décret du 26 juin 1981. Sa présidence fut assurée jusqu’en 1982 par Aymar Achille-Fould, puis par Jacques Chauveau jusqu’en 2000. Elle est aujourd'hui présidée par le vice amiral d’escadre Jean-François Baud. 
AMERAMI est pionnière dans le domaine de la sauvegarde du patrimoine maritime français. Son but est de rechercher des bateaux anciens présentant un véritable intérêt du point de vue de leur construction ou de leur utilisation et de les restaurer et de les mettre en valeur en leur trouvant notamment un lieu d’accueil, voire de les remettre à l’eau pour les faire à nouveau naviguer. Déjà à sa création en 1975, elle était consciente que les anciens bateaux devenaient de plus en plus rares et elle commença très rapidement à rechercher des navires représentatifs de plusieurs époques et plusieurs fonctions en vue de les préserver.
Avec l’arrivée à la présidence de Jacques Chauveau, on put alors voir évoluer un véritable musée grandeur nature mais également de nombreuses démonstrations en mer. Ainsi le sous-marin Argonaute (S636) est installé en 1990 à la Cité des sciences et de l'industrie de La Villette. En 1989, il a accompli son dernier voyage en remontant le canal de l'Ourcq pour être posé dans une fosse spécialement prévue à cet effet à côté de la Géode.

## LeMarité
Le Marité est un trois-mâts français construit en 1923. Il est aujourd’hui le dernier Terre-neuvier en bois existant. Ces bateaux étaient utilisés pour la pêche à la morue dans les mers de Terre-neuve. Le Marité est long de 47 mètres, porte 650 m2 de voiles et déplace 450 tonnes pour un tirant d'eau de 4,20 mètres. 
Jacques Chauveau n’aura malheureusement pas eu le plaisir de constater le succès de son action très engagée pour le retour du Marité en France. Son ami Gérard d'Aboville et lui-même ont en effet œuvré avec beaucoup de patience et de diplomatie pour la création d’un groupement d'intérêt public capable de racheter ce bateau, dernier témoin de ces grandes heures de la mer. 

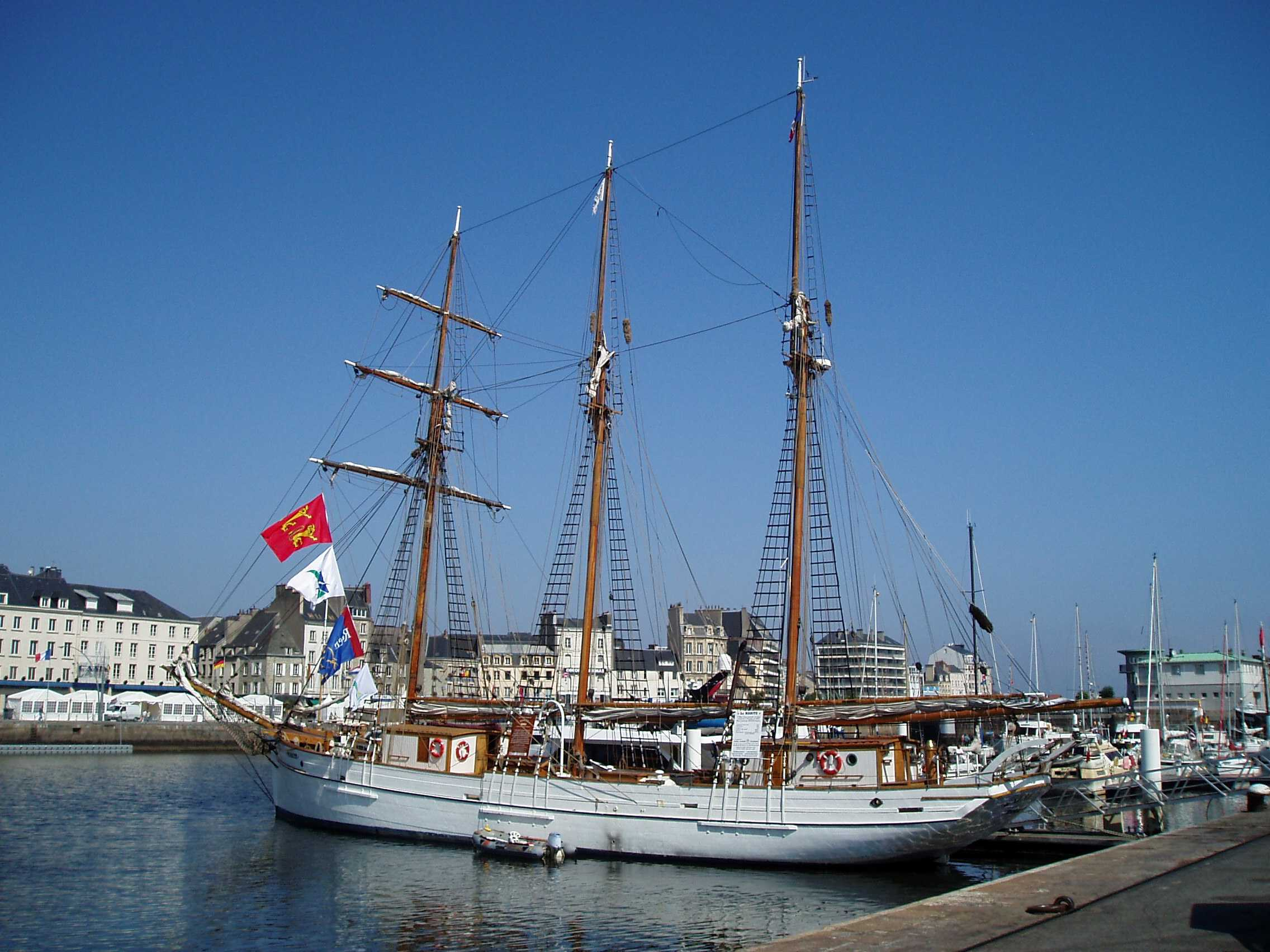
Le Marité, quai de l'Entrepôt, Cherbourg-Octeville.

C’est en effet Jacques Chauveau qui, dans le cadre de ses recherches, apprend au début de l’année 1999 que le Marité est à vendre. Abandonné dans un port des îles Féroé depuis 1973 et promis à la destruction, il avait ensuite été restauré comme à l’origine de 1978 à 1987 par cinq jeunes suédois qui utilisaient le bateau à l’occasion de croisières. Se rapprochant de Gérard d'Aboville, président de la Fondation du patrimoine maritime et fluvial (dont il était également le vice-président), Jacques Chauveau entame alors avec lui une longue procédure de négociations.
Quatre ans plus tard, quelques mois seulement après le décès de Jacques Chauveau, un groupement d'intérêt public est créé qui comprend les villes de Rouen et Fécamp ainsi que plusieurs conseils généraux normands. Ce G.I.P. obtient également le soutien du conseil régional de Haute-Normandie.
Le groupe de jeunes suédois qui a restauré le Marité était, fort heureusement, tout à fait conscient que sa place était en France. Ainsi, alors que plusieurs grandes fortunes mondiales s’intéressent à cette vente, les cinq jeunes gens laissent le temps aux Français de se préparer. La Fondation du patrimoine maritime et fluvial avait déjà trop milité en faveur de son retour pour laisser passer cette magnifique occasion de remettre le dernier Terre-neuvier sous pavillon français. Le Marité est finalement racheté en juin 2004 et prend Rouen pour port d’attache.

## Le World Ship Trust

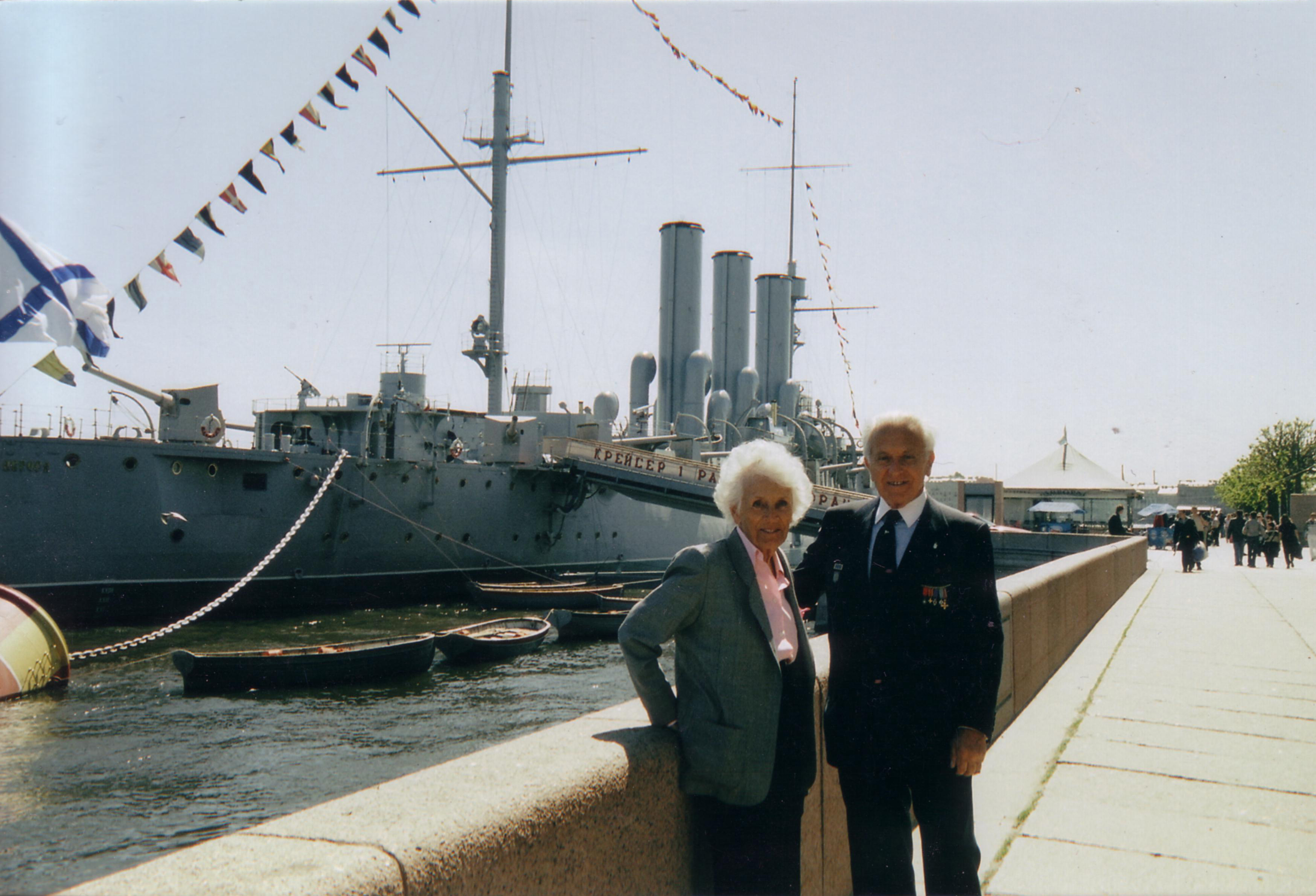
Jacques Chauveau et sa femme Madeleine devant le cuirassé Aurora à Saint-Pétersbourg.

Jacques Chauveau ne se limite pas au patrimoine maritime français. Ses différentes actions lui valent en effet rapidement une renommée internationale dans le domaine maritime. Ainsi, il participe aussi à la sauvegarde et à la protection du patrimoine maritime mondial au sein du World Ship Trust, une organisation non gouvernementale (ONG) pour laquelle il représente la France.[Quand ?]
Le World Ship Trust a décerné son trophée à l'association AMERAMI pour la présentation du sous-marin Argonaute (S636) à la Cité des sciences et de l'industrie. Christian Poncelet, président du Sénat, l'a remis le 16 décembre 1998 à Jacques Chauveau en tant que président de l’association, dans les salons de la Présidence du Sénat, en présence de Sir Michael Jay, ambassadeur de Grande-Bretagne, de l'amiral Jean-Charles Lefèbvre, chef d'état-major de la Marine nationale, des représentants du bureau du World Ship Trust ainsi que d'un grand nombre de personnalités civiles et militaires, britanniques, portugaises et françaises.
Jacques Chauveau devient ensuite [Quand ?] président du World Ship Trust. Il y fait une promotion particulièrement active du patrimoine maritime mondial. C’est lors d’une de ces activités qu’il meurt le 28 juin 2003, quelques heures seulement après avoir remis l'International maritime heritage award à une fondation russe pour la conservation du cuirassé Aurore à Saint-Pétersbourg.
Mais Jacques Chauveau avait d’ores et déjà passé la main en affirmant : « Je ne veux pas m’y figer en devenant, selon la loi de la nature, un personnage autoritaire, atrabilaire et entêté, en proie au désir obsédant de mettre en ordre les affaires des autres. »
C’est maintenant à la communauté maritime qui conduisit en terre, le 7 juillet 2003, ce marin, de prendre le relais. En mémoire de tout ce qu’il a pu entreprendre…